# Raak (De Kast)
Raak is een nummer van de Nederlandse band De Kast uit 1996. Het is de derde single van hun tweede Nederlandstalige album Niets te verliezen.
"Raak" werd mede geschreven door Henk Temming van Het Goede Doel. Het nummer, dat gaat over een man die smoorverliefd is op een vrouw, werd een hit en behaalde een 24e notering in de Nederlandse Top 40. Hiermee overtrof het de vorige single Een teken van leven.